# Eryngium grossii
Eryngium grossii  es una especie de planta herbácea  del género Eryngium de la familia Apiaceae.

## Descripción
Es una herbácea perennifolia, que alcanza un tamaño de 10-30 cm de altura, espinosa. Cepa leñosa, vertical, poco ramificada, sin restos fibrosos. Tallos 0,25-0,8 cm de diámetro en la base, simples en la parte inferior, algo ramificados en la inflorescencia, que se desprenden fácilmente de la cepa en la fructificación, con médula esponjosa algo desarrollada, glaucescentes o blanquecinos. Hojas todas coriáceas y algo crasas, espinosas, palmatinervias –los nervios blanquecinos y muy engrosados, lo mismo que el margen–, glaucescentes; las basales 7-14 × 4,5-9 cm –con limbo más ancho que largo–, de contorno reniforme, cordiformes en la base, con pecíolo largo (de 1/2-2/3 del total de la longitud de la hoja) e inerme, trisectas, con los segmentos pinnatipartidos –3-5-divisiones–, no decurrentes, muy ampliamente solapados en seco, lobulado-espinosos, siempre ausentes en la antesis; hojas caulinares 2- 3, de 3-6 × 4-8 cm, esparcidas, opuestas o en verticilos de 3, todas fértiles salvo a veces la inferior, palmatisectas, con los segmentos menos divididos y los lóbulos más estrechos que las basales, sésiles, subamplexicaules. Capítulos 10-15 mm, subesféricos o globosos, destacados del involucro, el central con pedúnculo de 10-30 mm, multifloros, dispuestos en dicasios o los inferiores en monocasio. Brácteas 5-7(8), de 20-35 ×  10 mm, de 2-3 veces la longitud del capítulo, acuminadas, punzantes, con un par de lóbulos laterales espinosos, patentes, rígidas, glaucescentes, que alternan en la base del capítulo con otras tantas espinas –de 3-10 mm–. Bractéolas 8-10 mm, indivisas, cuspidadas, glabras. Sépalos 3-4 mm, ovados, cuspidados, verdes, con reborde membranáceo blanco, glabros. Mericarpos 4-5 × 3-4 mm, densamente cubiertos de escamas largas (hasta de 1,5 mm), que a veces ocultan a otras cortas.

## Distribución y hábitat
Se encuentra en las gleras y arenales dolomíticos; a una altitud de 700-1700 metros en la Sierra de Almijara. España.

## Taxonomía
Eryngium grossii fue descrita por Pius Font i Quer y publicado en Index Sem. Hort. Bot. Barcinon., vol. 1938, p. 12, 1938.
Etimología
Eryngium: nombre genérico que probablemente hace referencia a la palabra que recuerda el erizo: "Erinaceus" (especialmente desde el griego "erungion" = "ción"), sino que también podría derivar de "eruma" (= protección), en referencia a la espinosa hojas de las plantas de este tipo.
grossii: epíteto
 Sinonimia
- Eryngium lazae Pau	[3]